# Mahindra CJ 340
Der Mahindra CJ 340 (Werdau) ist ein Geländewagen des indischen Herstellers Mahindra & Mahindra Limited. In Deutschland wurde der Wagen im ehemaligen Kraftfahrzeugwerk „Ernst Grube“ Werdau montiert (CKD-Produktion = Completely Knocked Down oder „komplett zerlegt“).

## Entwicklung
Die erste Initiative, den Mahindra nach Deutschland zu bringen, stammt von HCL Steel aus Düsseldorf. Ab 1991 importierte HCL Steel den Geländewagen aus dem griechischen Montagewerk Mahindra Hellenic Auto Industries S.A. Greece nach Deutschland. Da die Qualität mangelhaft war und hohe Garantiekosten anfielen, entstand die Idee, das Fahrzeug in Deutschland zu produzieren. Im ehemaligen VEB Kraftfahrzeugwerk Ernst Grube Werdau war nach der Übernahme durch die Kögel Fahrzeugwerke Kögel Trailer noch in einigen Hallen Platz für eine Fahrzeugproduktion. Anfang 1993 wurde mit 24 Mitarbeitern die CKD-Produktion des Mahindra CJ 340 und des CJ 540 aufgenommen. Diese CJ-Fahrzeuge basieren auf dem Jeep CJ in der Version CJ-3B, der von 1953 bis 1968 gebaut wurde. Mahindra hatte eine Lizenz zum Bau dieser Fahrzeuge erworben und änderte vorerst nur den Motor. Der Motor XPD 4.90 stammte aus einer Kooperation mit Peugeot. Der Motor mit 2112 cm³ und Aluminiumzylinderkopf wurde aus der Fabrik Igatpuri in der Nähe von Bombay zugeliefert, die eigens für diesen Motor 1979 gebaut worden war. Da der CJ 340 für den durchschnittlichen Mitteleuropäer sehr knapp geschnitten war, wurde auch zeitgleich der CJ 540 angeboten. Dieser 200 mm längere Wagen entsprach zwar nicht mehr dem Original des Jeep, konnte aber hinten vier weitere Personen transportieren. Die Ausführung für sechs Personen wurde gegenüber der Variante CJ 340 für vier Personen besser verkauft. Vom CJ 340 wurden nur etwa 200 Fahrzeuge in Werdau hergestellt, gegenüber rund 600 Fahrzeugen vom Typ CJ 540. Die deutsche CKD-Variante erhielt als Zusatzausstattung ein Umluftheizgerät mit einstufigem Gebläse. Ab 1994 wurde ein neues Verdeck angeboten, um die Dichtigkeit zu verbessern.

## Modellübersicht
| Fahrzeugtyp:                 | Mahindra CJ 340                                                     | Mahindra CJ 540                                                     |
| ---------------------------- | ------------------------------------------------------------------- | ------------------------------------------------------------------- |
| Bauzeitraum:                 | 1993 bis 1995                                                       | 1993 bis 1995                                                       |
| Motor:                       | Peugeot XPD 4.90                                                    | Peugeot XPD 4.90                                                    |
| Hubraum:                     | 2112 cm³                                                            | 2112 cm³                                                            |
| Bohrung × Hub:               | 90 mm × 83 mm                                                       | 90 mm × 83 mm                                                       |
| Vergaser:                    | Wirbelkammereinspritzung; mech. Verteilereinspritzpumpe             | Wirbelkammereinspritzung; mech. Verteilereinspritzpumpe             |
| Verdichtung:                 | 22,4:1                                                              | 22,4:1                                                              |
| Leistung bei 1/min:          | 47 kW (64 PS) bei 4500                                              | 47 kW (64 PS) bei 4500                                              |
| Drehmoment bei 1/min:        | 122 Nm bei 2000                                                     | 122 Nm bei 2000                                                     |
| Antrieb:                     | Viergang-Schaltgetriebe, Hinterradantrieb; Frontantrieb zuschaltbar | Viergang-Schaltgetriebe, Hinterradantrieb; Frontantrieb zuschaltbar |
| Karosserie:                  | Selbsttragende Ganzstahlkarosserie, schwimmfähige Wanne             | Selbsttragende Ganzstahlkarosserie, schwimmfähige Wanne             |
| Fahrwerk:                    | Vorderradaufhängung: Starrachse Hinterradaufhängung: Starrachse     | Vorderradaufhängung: Starrachse Hinterradaufhängung: Starrachse     |
| Lenkung:                     | Schnecke - Rolle                                                    | Schnecke - Rolle                                                    |
| Bremsen:                     | Trommeln hydraulisch wirkend                                        | Trommeln hydraulisch wirkend                                        |
| Bereifung:                   | 235/75 R15, auf 7.0 x 15                                            | 235/75 R15, auf 7.0 x 15                                            |
| Radstand:                    | 2116 mm                                                             | 2311 mm                                                             |
| Maße L × B × H:              | 3550 mm × 1600 mm × 1830 mm                                         | 3745 mm × 1600 mm × 1830 mm                                         |
| Kofferraum:                  | nicht bekannt                                                       | nicht bekannt                                                       |
| Leergewicht (getankt):       | 1260 kg                                                             | 1280 kg                                                             |
| Zuladung:                    | 540 kg                                                              | 520 kg                                                              |
| Höchstgeschwindigkeit:       | 110 km/h                                                            | 110 km/h                                                            |
| Beschleunigung (0–100 km/h): | 43 s                                                                | 43 s                                                                |
| Kraftstofftank:              | 40 Liter                                                            | 40 Liter                                                            |
| Stückzahl:                   | ca. 200                                                             | ca. 600                                                             |

## Sonstiges
Um die Qualität zu verbessern, wurde auch mit feuerverzinkten Blechen gearbeitet. Diese Versuche wurden aber eingestellt, weil die Lackhaftung darunter gelitten hatte. Achsundichtigkeiten häuften sich durch Korrosion an den Dichtflächen der Axialwellenringe. Wegen der steigenden Garantiekosten wurde die Produktion aufgegeben.